# Primera División de Islas Feroe 2019
La Primera División de Islas Feroe 2019 (conocida como Betri deildin menn por razones de patrocinio) fue la edición número 77 de la Primera División de las Islas Feroe. La temporada comenzó el 10 de marzo de 2019 y terminó el 26 de octubre de 2019.

## Sistema de competición
Los 10 equipos participantes jugaron entre sí todos contra todos tres veces totalizando 27 partidos por cada equipo. Al final de la temporada el primer clasificado obtuvo un cupo para la Liga de Campeones 2020-21, mientras que el segundo y el tercer clasificado obtuvieron un cupo para la Liga Europa 2020-21. Por otro lado los dos últimos clasificados descendieron a la 1. Deild 2020.
Un tercer cupo para la Liga Europa 2020-21 fue asignado al campeón de la Copa de Islas Feroe

## Equipos participantes
| Equipo             | Ciudad       | Estadio              | Capacidad |
| ------------------ | ------------ | -------------------- | --------- |
| Argja Bóltfelag    | Argir        | Argir Stadium        | 2.000     |
| B36                | Tórshavn     | Gundadalur           | 5.000     |
| EB/Streymur        | Streymnes    | Við Margáir          | 2.000     |
| HB                 | Tórshavn     | Gundadalur           | 5.000     |
| ÍF                 | Fuglafjørður | Fuglafjørður Stadium | 3.000     |
| KÍ                 | Klaksvík     | Við Djúpumýrar       | 4.000     |
| NSÍ                | Runavík      | Runavík Stadium      | 2.000     |
| Skála              | Skála        | Skála Stadium        | 1.500     |
| TB/FC Suðuroy/Royn | Tvøroyri     | Við Stórá Stadium    | 4.000     |
| Vikingur           | Norðragøta   | Sarpugerði           | 3.000     |

### Ascensos y descensos
| Pos. | Ascendidos de 1. Deild 2018 |
| ---- | --------------------------- |
| 1    | ÍF                          |

| Pos. | Descendidos de Primera división 2018 |
| ---- | ------------------------------------ |
| 10   | 07 Vestur                            |

## Tabla de posiciones
| Pos. | Equipo          | Pts. | PJ | G  | E | P  | GF | GC | Dif. | Clasificación 2020–21                 |
| ---- | --------------- | ---- | -- | -- | - | -- | -- | -- | ---- | ------------------------------------- |
| 1    | KÍ              | 66   | 27 | 21 | 3 | 3  | 62 | 20 | +42  | Primera ronda de la Liga de Campeones |
| 2    | B36             | 63   | 27 | 20 | 3 | 4  | 53 | 23 | +30  | Ronda Preliminar de la Liga Europa    |
| 3    | NSÍ             | 57   | 27 | 18 | 3 | 6  | 65 | 31 | +34  | Ronda Preliminar de la Liga Europa    |
| 4    | HB              | 51   | 27 | 15 | 6 | 6  | 62 | 28 | +34  | Ronda Preliminar de la Liga Europa    |
| 5    | Víkingur        | 51   | 27 | 16 | 3 | 8  | 51 | 35 | +16  |                                       |
| 6    | Skála           | 37   | 27 | 12 | 1 | 14 | 38 | 32 | +6   |                                       |
| 7    | Argja Bóltfelag | 21   | 27 | 6  | 3 | 18 | 32 | 66 | −34  |                                       |
| 8    | TB              | 19   | 27 | 5  | 4 | 18 | 20 | 57 | −37  |                                       |
| 9    | EB/Streymur     | 18   | 27 | 5  | 3 | 19 | 25 | 63 | −38  |                                       |
| 10   | ÍF              | 6    | 27 | 1  | 3 | 23 | 28 | 80 | −52  |                                       |

Actualizado a los partidos jugados el 26 de octubre de 2019.
 Fuente: Soccerway
Notas:
1. ↑  Tras ganar la Copa de Islas Feroe, el HB obtiene una plaza para participar en la Liga Europa 2020-21.
2. ↑  No hubo descenso esta temporada ya que tres equipos filiales terminaron entre los tres primeros puestos en la 1. deild.

## Tabla de resultados cruzados
| Local \ Visitante | AB  | B36 | EBS | HB  | ÍF  | KÍ  | NSÍ | SKÁ | TB  | VÍK |
| ----------------- | --- | --- | --- | --- | --- | --- | --- | --- | --- | --- |
| Argja Bóltfelag   | —   | 1–2 | 1–1 | 1–2 | 2–1 | 0–4 | 1–5 | 0–1 | 2–2 | 1–3 |
| B36               | 4–1 | —   | 3–0 | 2–1 | 3–0 | 0–3 | 1–1 | 1–0 | 1–0 | 2–1 |
| EB/Streymur       | 5–1 | 1–2 | —   | 0–3 | 0–2 | 0–1 | 1–8 | 0–1 | 0–2 | 1–4 |
| HB                | 4–3 | 0–0 | 6–4 | —   | 6–0 | 4–1 | 1–1 | 0–2 | 3–0 | 3–1 |
| ÍF                | 4–6 | 1–3 | 2–3 | 0–2 | —   | 2–3 | 2–4 | 0–3 | 2–2 | 0–4 |
| KÍ                | 2–1 | 0–2 | 2–1 | 0–0 | 3–0 | —   | 2–0 | 2–2 | 7–0 | 2–0 |
| NSÍ               | 5–1 | 2–1 | 1–0 | 1–1 | 3–1 | 0–1 | —   | 3–0 | 3–1 | 4–2 |
| Skála             | 0–1 | 1–2 | 1–2 | 0–3 | 2–1 | 0–1 | 2–0 | —   | 2–0 | 2–3 |
| TB                | 2–1 | 0–1 | 1–0 | 1–1 | 1–0 | 1–0 | 0–3 | 0–2 | —   | 1–2 |
| Víkingur Gøta     | 1–1 | 1–0 | 1–1 | 1–0 | 3–0 | 2–2 | 2–3 | 2–1 | 3–1 | —   |

| Local \ Visitante | AB  | B36 | EBS | HB  | ÍF  | KÍ  | NSÍ | SKÁ | TB  | VÍK |
| ----------------- | --- | --- | --- | --- | --- | --- | --- | --- | --- | --- |
| Argja Bóltfelag   | —   | 1–2 | —   | —   | 3–1 | 0–2 | —   | 0–2 | —   | 0–3 |
| B36               | —   | —   | —   | 2–2 | —   | 0–3 | 7–2 | 1–0 | 3–1 |     |
| EB/Streymur       | 1–2 | 0–4 | —   | 1–0 | 0–0 | —   | —   | —   | —   | —   |
| HB                | 5–0 | —   | —   | —   | —   | —   | 0–2 | 3–0 | 3–0 | 3–1 |
| ÍF                | —   | —   | —   | 1–5 | —   | 0–3 | —   | 1–3 | 1–1 | —   |
| KÍ                | —   | —   | 4–0 | 3–1 | —   | —   | 3–2 | —   | 3–0 | —   |
| NSÍ               | 2–0 | 0–3 | 3–0 | —   | 3–1 | —   | —   | —   | —   | 0–2 |
| Skála             | —   | —   | 5–0 | —   | —   | 0–2 | 1–2 | —   | 5–1 | 0–1 |
| TB                | 0–1 | —   | 1–2 | —   | —   | —   | 1–4 | —   | —   | 0–2 |
| Víkingur Gøta     | —   | 0–1 | 2–1 | —   | 3–2 | 1–3 | —   | —   | —   | —   |

## Goleadores
| Pos. | Jugador              | Club     | Goles |
| ---- | -------------------- | -------- | ----- |
| 1    | Klæmint Olsen        | NSÍ      | 26    |
| 2    | Jóannes Bjartalíð    | KÍ       | 18    |
| 2    | Adrian Justinussen   | HB       | 16    |
| 4    | Patrik Johannesen    | KÍ       | 13    |
| 5    | Ari Olsen            | HB       | 12    |
| 6    | Stefan Radosavljevic | TB/B36   | 9     |
| 6    | Sølvi Vatnhamar      | Víkingur | 9     |